# Шраттенбах
Шраттенбах (нем. Schrattenbach) — коммуна (нем. Gemeinde) в Австрии, в федеральной земле Нижняя Австрия. 
Входит в состав округа Нойнкирхен.  Население составляет 369 человек (на 31 декабря 2005 года). Занимает площадь 10,81 км². Официальный код  —  3 18 34.

## Политическая ситуация
Бургомистр коммуны — Йозеф Кристиан (АНП) по результатам выборов 2005 года.
Совет представителей коммуны (нем. Gemeinderat) состоит из 13 мест.
- АНП занимает 9 мест.
- СДПА занимает 4 места.